# Cárcel Pública de Santiago

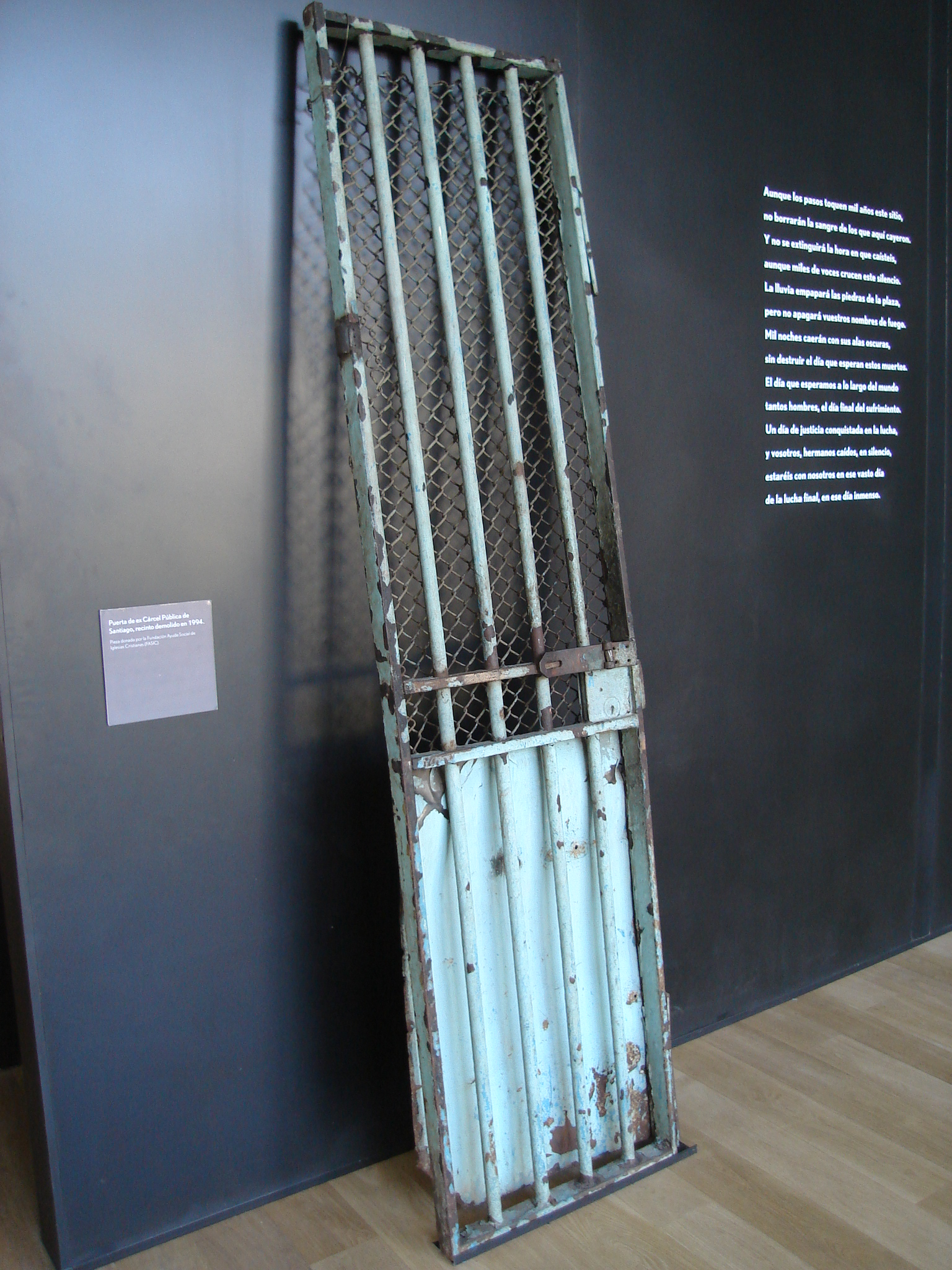
Puerta de la ex Cárcel Pública de Santiago, en exposición en el Museo de la Memoria y los Derechos Humanos.

La Cárcel Pública de Santiago fue el principal recinto penitenciario de la capital chilena durante gran parte del siglo XX, hasta su cierre en 1990. Ubicada en el límite norte del casco antiguo de la ciudad, cerca de la Estación Mapocho y del Mercado Central, fue demolida en 1994.

## Historia
Comenzada a construir en 1887, comenzó sus funciones en 1892. La Cárcel Pública vino a reemplazar al antiguo Presidio Urbano ubicado en calle San Pablo. En sus inicios era dependiente del Ministerio de Justicia, hasta que en 1921 se creó el Cuerpo de Gendarmería de Prisiones. Tras el nacimiento de Carabineros de Chile en 1929, se formó la Dirección General de Prisiones, que administró la cárcel de Santiago desde 1930; este organismo pasó a llamarse Servicio de Prisiones en 1960, y posteriormente, en 1975, Gendarmería de Chile.
Fue un centro de detención política y tortura durante la dictadura militar de Augusto Pinochet. Uno de los detenidos y torturados en la Cárcel Pública fue el brigadier Alberto Bachelet —padre de Michelle Bachelet, que posteriormente sería dos veces presidente de Chile—, quien murió de un infarto durante su reclusión. A solo semanas del retorno a la democracia, el 30 de enero de 1990, 49 presos políticos protagonizaron una fuga a través de un túnel organizado por miembros del Frente Patriótico Manuel Rodríguez (FPMR), masivo escape de presos políticos frentistas que sirvió a su vez de inspiración para la película Pacto de fuga, y cuya acción organizada y efectuada por el FPMR fue conocida como Operación Éxito.
A comienzos de los años 1990, la cárcel fue cerrada debido a su mal estado y posteriormente, en 1994, demolida. Antes de su demolición, parte de ella fue utilizada en 1993, para la realización del programa de videomúsica, Suban el Volumen de RTU, conducido por Christian Norero. Su solar es ocupado actualmente por un conjunto de edificios, entre los que se encuentra la sede corporativa de Aguas Andinas, frente al Parque de los Reyes.